# Podnośnia statków Strépy-Thieu

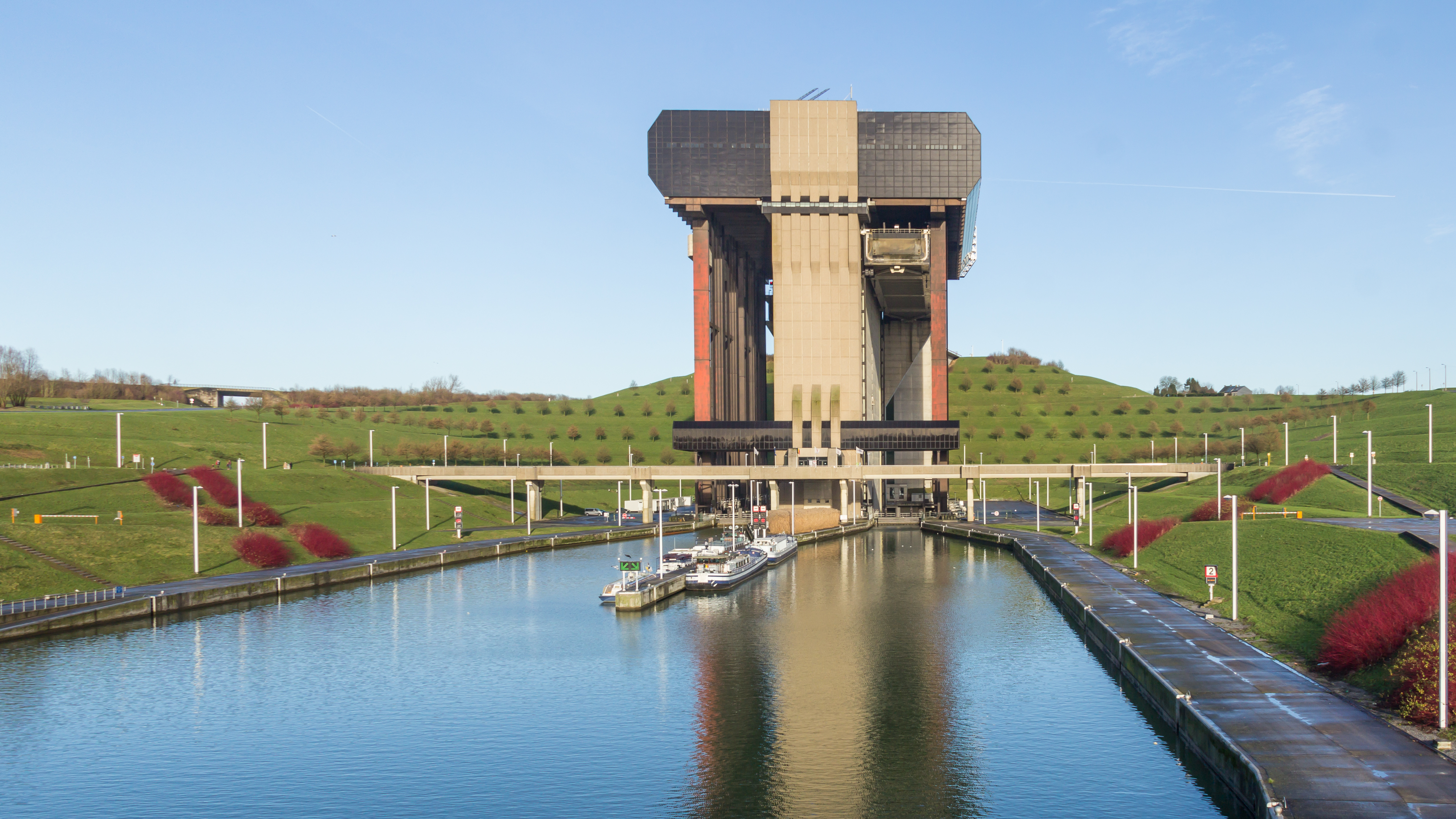
Widok na podnośnię od strony dolnego kanału

Nowy przebieg Kanału Centralnego. Pkt A - podnośnia Strépy-Thieu. 1, 2, 3, 4 - stare windy na Kanale Centralnym

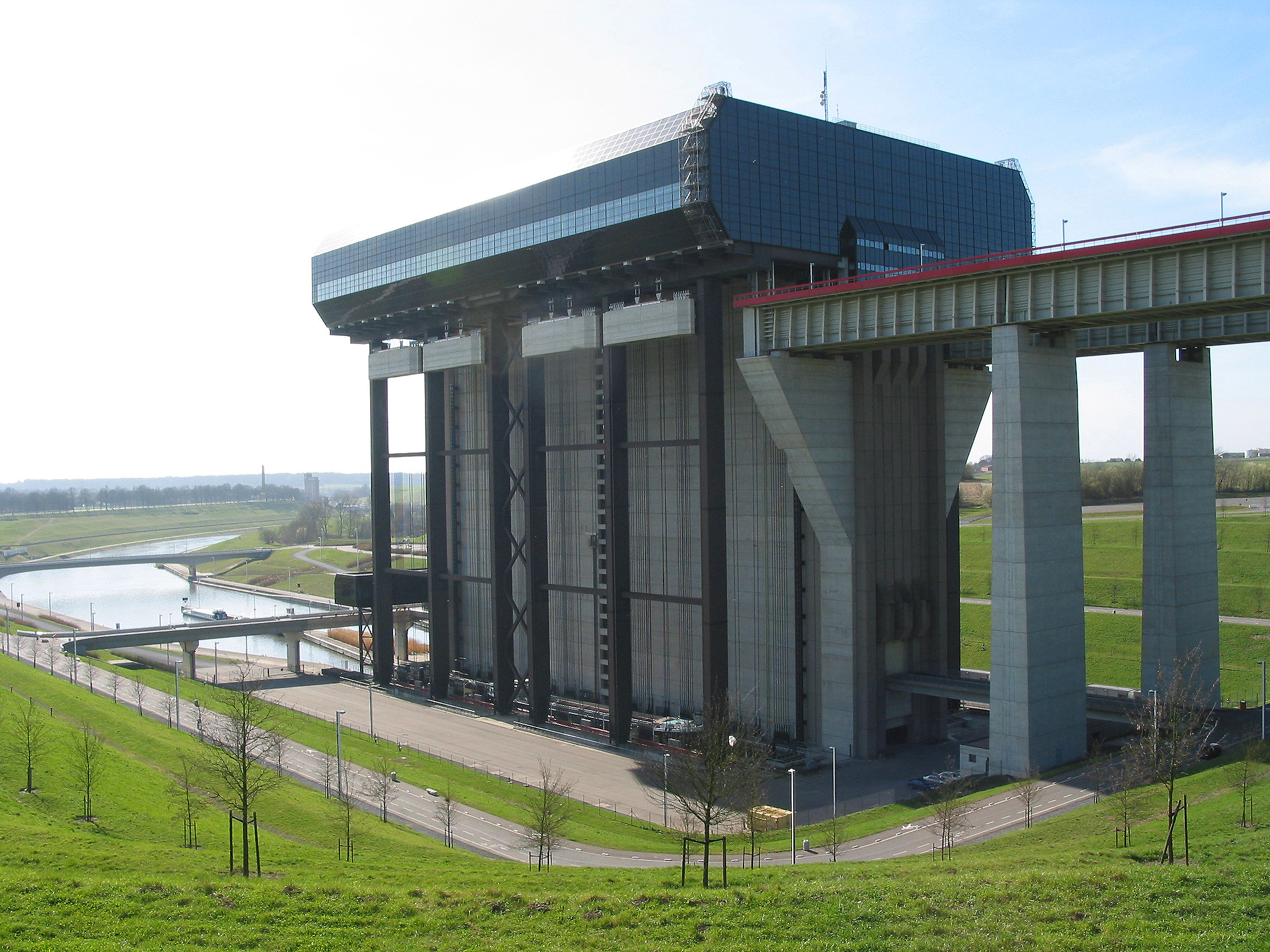
Widok na podnośnię z boku

Podnośnia statków Strépy-Thieu – winda śluzowa na 114,66 kilometrze Kanału Centralnego w prowincji Hainaut w Belgii. Wybudowana w 2002 w celu zastąpienia czterech zabytkowych wind śluzowych. Służy do pokonania  w jednym miejscu różnicy poziomów o wysokości 73,5 m. Jest to jedna z największych wind śluzowych świata.

## Historia
Budowę podnośni Strépy-Thieu rozpoczęto w  1982 r. na specjalnie w tym celu zbudowanym dodatkowym odcinku Kanału Centralnego (patrz grafika po prawej), aby usprawnić żeglugę na kanale poprzez zastąpienie czterech starych wysłużonych, wybudowanych w końcu XIX oraz na początku XX wieku śluz. Budowla została ukończona i oddana do użytku w 2002 r.

## Konstrukcja, parametry techniczne
Parametry techniczne konstrukcji::
- masa całkowita 220 000 ton
- długość całkowita 135 m
- wysokość budowli 117 m
- szerokość budowli 81 m
- wymiary komory (wanny) 112 m na 12 m
- głębokość wanny 3,35 – 4,15

## Turystyka
Oprócz znaczenia gospodarczego w transporcie śródlądowym podnośnia Strépy-Thieu jest jedną z największych atrakcji turystycznych prowincji Hainaut w Belgii. Budowla jest dostępna do zwiedzania, w okresie letnim organizowane są rejsy turystyczne przez podnośnię, w górę i w dół kanału.